# Rachael Lillis
Rachael Lillis, född 8 juli 1969 i Niagara Falls, New York, död 10 augusti 2024 i Los Angeles, Kalifornien, var en amerikansk röstskådespelare och manusförfattare. Hon var mest känd för att göra den engelskspråkiga rösten till karaktärerna Misty och Jessie, i de första åtta säsongerna av animeserien Pokémon. Hon var tidigare bosatt i New York, men flyttade till Los Angeles år 2013.[källa behövs]
I maj 2024 meddelades det att Rachael Lillis hade drabbats av bröstcancer, detta genom en kampanj via donationsplattformen GoFundMe, grundad av systern Laurie Orr. Hon avled sedan av denna sjukdom hemma i Los Angeles den 10 augusti 2024, 55 år gammal.

## Filmografi (i urval)

### Röstmedverkan

#### Filmer
- 1999 – Pokémon – Filmen
- 2000 – Pokémon 2 - Ensam är stark
- 2001 – Ginga tetsudō no yoru (ursprungligen från 1985)
- 2001 – Pokémon: Mewtwo återkomsten
- 2001 – Pokémon 3
- 2002 – Pokémon 4Ever
- 2003 – Pokémon Heroes
- 2004 – Pokémon: Jirachi – Önskemakaren
- 2005 – Pokémon: Dagen D för Deoxys
- 2006 – Pokémon: Lucario and the Mystery of Mew
- 2012 – Welcome to the Space Show
- 2019 – Pokémon: Detective Pikachu

#### Anime
- 1998 – The Slayers (TV-serie)
- 1998 – Shōjo kakumei Utena (TV-serie)
- 1998–2006 – Pokémon (TV-serie)
- 2000 – RG Veda (TV-serie)
- 2002 – Kare Kano (TV-serie)
- 2002 – Ima, Sokoni Iru Boku (TV-serie)
- 2003 – DNA² (TV-serie)
- 2003 – Sonic X (TV-serie)
- 2004 – Comic Party (TV-serie)
- 2004 – Gravitation (TV-serie)
- 2005 – Mew Mew Power (TV-serie)
- 2006 – Pokémon Chronicles (TV-serie)
- 2007 – Dinosaur King (TV-serie)
- 2011 – Bakuman (TV-serie)
- 2016 – Your Lie in April (TV-serie)

#### Animering
- 2001–2003 – Cubix (TV-serie)
- 2003 – Teenage Mutant Ninja Turtles (TV-serie)
- 2004–2006 – Winx Club (TV-serie)